# Gerdas Babarskas
Gerdas Babarskas, né le 14 février 1994 à Kaunas, est un joueur de handball lituanien évoluant au poste d'arrière gauche. Il joue actuellement  en équipe nationale lituanienne.

## Biographie
Gerdas Babarskas débute le handball au LKKA Teledema, en Lituanie. Il rejoint ensuite le Granitas Kaunas, plus grand club du pays, pour poursuivre sa formation. À 18 ans, il signe pour l'UHK Krems, en Autriche, où il joue la première saison en équipe réserve avant d'intégrer l'équipe professionnelle qui dispute le championnat de première division autrichienne.
En 2015, il change à nouveau de pays et rejoint l'Allemagne, intégrant le club du SG BBM Bietigheim, qui évolue en 2. Bundesliga. Ses performances lui permettent d'intégrer l'équipe nationale lituanienne où se trouve déjà son frère Povilas Babarskas de six ans son aîné, qui joue à Bregenz en Autriche.
Il se fait aussi remarquer par Nantes, avec qui il fait un essai de plusieurs jours en janvier 2018 afin de le recruter en tant que joker médical. Son club de Bietigheim alors en lice pour la montée en Bundesliga refuse de le laisser partir en cours de saison. Il signe finalement au Chambéry SMBH pour une durée de deux saisons.
À Chambéry, il se fait rapidement une place dans l'équipe entraînée par Érick Mathé vainqueur de la Coupe de France. Fin 2019, son contrat est prolongé de deux saisons supplémentaires.

## Palmarès

### En club
Compétitions nationales
- Deuxième de 2. Bundesliga en 2018
- Coupe de France (1) : 2019
- Troisième du Championnat de France en 2019
- Finaliste de la Coupe de la Ligue (1) : 2022